# 瀧浪貞子
瀧浪 貞子（たきなみ さだこ、1947年8月 - ）は、日本の日本古代史学者。学位は、博士（文学）（筑波大学・論文博士・1992年）（学位論文『日本古代宮廷社会の研究』）。京都女子大学名誉教授。専攻は飛鳥時代、奈良時代、平安時代の日本古代史。

## 略歴
大阪府生まれ。大阪府立高津高等学校を卒業、京都女子大学文学部に進学、1971年同学部東洋史学科を卒業。同学大学院に進学、1973年、日本史専攻修士課程修了。1992年筑波大学より博士（文学）の学位を取得。
樟蔭中学校講師などを経て、1982年より母校・京都女子大学の文学部専任講師、助教授（1986年）、教授に就任（1994年）。著作の発表、書評を手掛ける。2013年に教授職を定年で退き、名誉教授の称号を受ける。

## 古代参議制
初期参議の職掌を国政の審議 ・合議で進む「参議朝政」とした通説に対して、瀧浪は「待問参議論」を展開した。

## 主な著作
- 『日本古代宮廷社会の研究』（思文閣出版、思文閣史学叢書） 1991
- 『平安建都』（集英社、日本の歴史5） 1991
- 『最後の女帝 孝謙天皇』（吉川弘文館、歴史文化ライブラリー） 1998
- 『帝王聖武 天平の勁き皇帝』（講談社選書メチエ） 2000、のち改題『聖武天皇 「天平の皇帝」とその時代』（法藏館文庫） 2022.9
- 『女性天皇』（集英社新書） 2004
- 『奈良朝の政変と道鏡』（吉川弘文館、敗者の日本史2） 2013
- 『藤原良房・基経 藤氏のはじめて摂政・関白したまう』（ミネルヴァ書房、日本評伝選） 2017
- 『光明皇后 平城京にかけた夢と祈り』（中央公論新社、中公新書） 2017[7][8]
- 『持統天皇 壬申の乱の「真の勝者」』（中央公論新社、中公新書） 2019
- 『桓武天皇』（岩波新書） 2023.8

### 共編著・監修、解説
- 「京都御苑と京都御所」（原田伴彦ほか編、講談社、『京都千年 4』、103頁） 1984　doi:10.11501/9575575、国立国会図書館内/図書館送信。
- 「別業の世界」（吉田光邦, 森谷尅久編、至文堂、『文化複合体としての京都』） 1985
- 「平安京再現」（高橋曻共著、平凡社、『太陽』第32巻第3号 (通号393)、17頁） 1994.3
- 「書評と紹介 目崎徳衛著『貴族社会と古典文化』」（日本歴史学会編、吉川弘文館、『日本歴史』第573号、110-112頁） 1996.2 、doi:10.11501/7910630、ISSN 0386-9164。国立国会図書館内限定公開。
- 『宮城図』（村井康彦共解説、陽明文庫編、思文閣出版、陽明叢書 記録文書篇 別輯） 1996
- 『源氏物語を読む 歴史と古典』（編、吉川弘文館） 2008
- 『旧石器?平安時代』（山岸良二, 朧谷寿共監修、ポプラ社、日本の歴史1） 2009